# To Bring You My Love
 (août 2013).
Si vous disposez d'ouvrages ou d'articles de référence ou si vous connaissez des sites web de qualité traitant du thème abordé ici, merci de compléter l'article en donnant les références utiles à sa vérifiabilité et en les liant à la section « Notes et références ».
Albums de PJ Harvey
4-Track Demos
(1993) Dance Hall at Louse Point
(1996)
To Bring You My Love est le troisième album studio de PJ Harvey sorti en 1995.

## Historique
Il s'agit de son premier album en solo après l'éclatement du trio PJ Harvey.
Cet album propose un son plus varié que celui de Dry et Rid of me. L'artiste adopte également un nouveau look plus glamour et sophistiqué.
To Bring you my Love est son deuxième plus gros succès commercial après celui de Stories from the City, Stories from the Sea. Il s'agit de sa meilleure vente aux États-Unis où il s'est vendu à 380 000 exemplaires.
Le premier single de l'album Down by the Water est l'un de ses plus gros succès et a bénéficié d'une bonne diffusion en télé et radios.
La pochette semble inspirée du tableau Ophélie, de Millais.

## Liste
Toutes les chansons sont écrites et composées par PJ Harvey.
| No  | Titre                | Durée |
| --- | -------------------- | ----- |
| 1.  | To Bring You My Love | 5:32  |
| 2.  | Meet Ze Monsta       | 3:29  |
| 3.  | Working for the Man  | 4:45  |
| 4.  | C'Mon Billy          | 2:47  |
| 5.  | Teclo                | 4:57  |
| 6.  | Long Snake Moan      | 5:14  |
| 7.  | Down by the Water    | 3:14  |
| 8.  | I Think I'm A Mother | 4:00  |
| 9.  | Send His Love To Me  | 4:20  |
| 10. | The Dancer           | 4:06  |